# WBC Boxer des Jahres
Das World Boxing Council (WBC) zeichnet unter anderem den Weltboxer des Jahres aus. Folgende Tabelle listet alle Boxer auf, die mit diesem Preis ausgezeichnet wurden:
| Weltboxer des Jahres | Weltboxer des Jahres            | Weltboxer des Jahres     |
| Jahr                 | Boxer                           | Nationalität der Boxer   |
| -------------------- | ------------------------------- | ------------------------ |
| 2007                 | Floyd Mayweather Jr.            | US-amerikanisch          |
| 2008                 | Manny Pacquiao                  | Philippinisch            |
| 2009                 | Manny Pacquiao (2)              | Philippinisch            |
| 2010                 | Sergio Martínez                 | Argentinisch             |
| 2011                 | Vitali Klitschko                | Ukrainisch               |
| 2012                 | Sergio Martínez (2)             | Argentinisch             |
| 2013                 | Floyd Mayweather Jr. (2)        | US-amerikanisch          |
| 2014                 | n. a.                           | n. a.                    |
| 2015                 | Gennadi Golowkin / Saúl Álvarez | Kasachisch / Mexikanisch |
| 2016                 | n. a.                           | n. a.                    |
| 2017                 | Gennadi Golowkin (2)            | Kasachisch               |